# Mark Stein (Musiker)

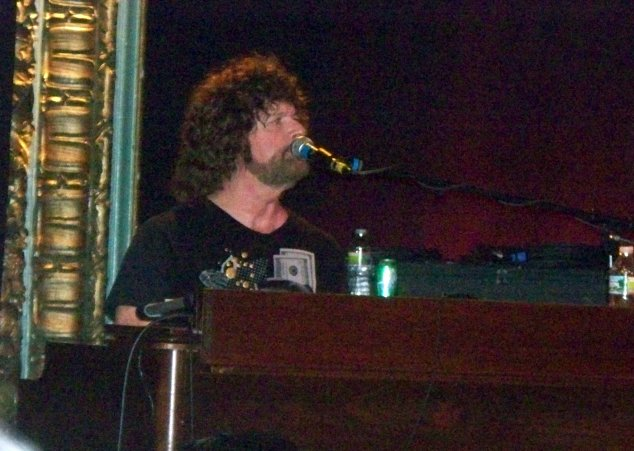
Mark Stein (2011)

Mark Stein (* 11. März 1947 in Bayonne (New Jersey)) ist ein US-amerikanischer Rockmusiker. Bekannt wurde er als Sänger, Keyboarder, Komponist und Arrangeur von Vanilla Fudge.

## Leben
Stein wuchs in Bayonne auf und begann im Alter von vier Jahren mit dem Klavier-, später auch Gitarrespiel. Nach verschiedenen High-School-Bands gründete er gemeinsam mit Tim Bogert die Band „The Pigeons“, aus der 1966 mit der Besetzung Stein, Bogert, Vince Martell und Carmine Appice die Psychedelic-Rock-Band Vanilla Fudge hervorging. Ihr Markenzeichen wurde Steins Spiel auf der Hammond-Orgel. Nach der Trennung von Vanilla Fudge im Frühjahr 1970 spielte er Mitte der 1970er Jahre mit der Tommy Bolin Band. Später war er mit Alice Coopers „Welcome to My Nightmare“-Show in Australien und Neuseeland auf Tour. Ein 1979 von Dave Mason produziertes Soloalbum blieb unveröffentlicht. 1983 kam es zu einer Wiedervereinigung von Vanilla Fudge, die 1984 das Studioalbum „Mystery“ veröffentlichten und 1987 auf eine dreimonatige US-Tour gingen. Seit 1999 ist Mark Stein häufiger und in wechselnder Besetzung mit Vanilla Fudge auf Tour, zuletzt 2014 mit den Originalmitgliedern Vince Martell und Carmine Appice sowie Pete Bremy (Ex-Cactus). Im Jahr 2016 unterstützte er Carl Palmer mit seiner Band Carl Palmer’s ELP Legacy bei einem Live-Auftritt zum Gedenken an den verstorbenen Keith Emerson. Das Konzert enthielt Neuinterpretationen von Titeln von Emerson, Lake and Palmer, welches im Jahr 2018 auf DVD veröffentlicht wurde.